# Alotenango
Alotenango oder auch San Juán Alotenango ist eine ca. 12.000 Einwohner zählende Kleinstadt bzw. eine ca. 18.000 Einwohner zählende Gemeinde (municipio) im zentralen Hochland Guatemalas.

## Lage
Die etwa 14 km südwestlich von Antigua befindliche Gemeinde erstreckt sich zu Füßen der drei Vulkane Agua, Fuego und Acatenango in einer Höhe von ca. 1400 bis 1500 m ü. d. M. Guatemala (Stadt), die Hauptstadt des Landes, ist ca. 52 km in nordöstlicher Richtung entfernt. Das Klima ist gemäßigt; in den Sommermonaten fällt deutlich mehr Regen als im Winterhalbjahr.

## Einwohner
Die Einwohner sind zumeist Abkömmlinge der Cakchiquel-Maya; viele sind aus den umliegenden Bergregionen zugewandert. Neben der Maya-Sprache Cakchiquel wird auch Spanisch gesprochen.

## Wirtschaft
Die Landwirtschaft bildet in vielfältiger Weise die Ernährungsgrundlage der Bevölkerung. Traditionelle Hauptnahrungsmittel sind Mais, Bohnen und Tomaten, aber auch von den spanischen Eroberern importierte Pflanzen wie Chili und Zwiebeln werden seit langem angebaut. Nichteinheimische, hauptsächlich für den Export bestimmte Pflanzen sind Kaffee, Cashews, Macadamia und Mispeln.

## Geschichte
Bereits in vorspanischer Zeit war das Tal bewohnt; im Popul Vuh wird Alotenango unter dem Namen Vucuc caquix erwähnt. Die Spanier nannten den Ort San Juán, doch ließen sie den indianischen Namen weiterbestehen.

## Sehenswürdigkeiten
Wichtigste Sehenswürdigkeit ist die im 18. Jahrhundert erbaute Kirche San Juán mit ihrer breitgelagerten und von zwei seitlichen Glockentürmen gerahmten Fassade, die durch vier Säulen gegliedert wird. Die Pfeiler am Obergeschoss der Glockentürme zeigen Dekorformen des churrigueresken Stils.